# Rusek Wielki
Rusek Wielki (dawniej Groß Rauschken) – wieś w Polsce położona w województwie warmińsko-mazurskim, w powiecie szczycieńskim, w gminie Pasym. W latach 1975–1998 miejscowość administracyjnie należała do województwa olsztyńskiego.
Wieś mazurska, położona nad brzegiem jeziora Rusek, o rozproszonej zabudowie. We wsi znajduje się kapliczka sprzed 1945 r.

## Historia
Wieś lokowana w 1389 r. na prawie chełmińskim.
Zobacz też: Rusek Mały